# Bythoceratina
Bythoceratina is een geslacht van kreeftachtigen uit de klasse van de Ostracoda (mosselkreeftjes).

## Soorten
- Bythoceratina (Bythoceratina) bluebellensis Weaver, 1982 †
- Bythoceratina (Cuneoceratina) herrigi Weaver, 1982 †
- Bythoceratina (Cuneoceratina) laevis (Marsson, 1880) Weaver, 1982 †
- Bythoceratina (Cuneoceratina) marginata Weaver, 1982 †
- Bythoceratina (Cuneoceratina) nitida (Alexander, 1934) Weaver, 1982 †
- Bythoceratina (Cuneoceratina) pedata (Marsson, 1880) Weaver, 1982 †
- Bythoceratina (Praebythoceratina) gracilis (Kozur, 1968) Gruendel & Kozur, 1972 †
- Bythoceratina (Praebythoceratina) progracilis (Kozur, 1972) Gruendel & Kozur, 1972 †
- Bythoceratina (Praebythoceratina) scrobiculata (Triebel & Bartenstein, 1938) Gruendel & Kozur, 1972 †
- Bythoceratina (Praebythoceratina) separata Brand, 1990 †
- Bythoceratina acanthoptera (Marsson, 1880) Herrig, 1966 †
- Bythoceratina aculeata (Veen, 1936) Jorgensen, 1979 †
- Bythoceratina amsittenensis Andreu-bousset, 1991 †
- Bythoceratina asteria Ahmad, Neale & Siddiqui, 1991 †
- Bythoceratina aviformis Ruggieri, 1960 †
- Bythoceratina avnonensis Rosenfeld, 1974 †
- Bythoceratina bella Hu, 1977 †
- Bythoceratina bicornis Mostafawi, 1992 †
- Bythoceratina bicostata Clarke, 1983 †
- Bythoceratina biforma Herrig, 1991 †
- Bythoceratina binodosa Bold, 1966 †
- Bythoceratina bispinata (Weber, 1934) Herrig, 1966 †
- Bythoceratina bituberculata (Veen, 1936) Herrig, 1966 †
- Bythoceratina bluebellensis Weaver, 1982 †
- Bythoceratina bonnemai (Kaye, 1964) Weaver, 1982 †
- Bythoceratina bonnemai Deroo, 1966 †
- Bythoceratina bugensis (Szczechura, 1964) Jorgensen, 1979 †
- Bythoceratina callidictya Zhao (Yi-Chun) (Quan-Hong) in Wang et al., 1988
- Bythoceratina carinata Hu, 1983 †
- Bythoceratina carmoi Carlos & Fauth, 2002
- Bythoceratina cassidoidea Zhao (Yi-Chun) (Quan-Hong) in Wang et al., 1988
- Bythoceratina cheni Hu & Tao, 1986 †
- Bythoceratina clavata Herrig, 1991 †
- Bythoceratina coimbrai Wilson, 2006
- Bythoceratina compressa (Veen, 1936) Herrig, 1966 †
- Bythoceratina convexidorsa Zhao (Yi-Chun) (Quan-Hong) in Zhao (Yi-Chun), Wang & Zhang, 1985
- Bythoceratina cristata (Schneider, 1939) Jiricek, 1974 †
- Bythoceratina curvicostata Mostafawi, 1992 †
- Bythoceratina cuspidata (Jones & Hinde, 1890) Jorgensen, 1979 †
- Bythoceratina dania Jorgensen, 1976 †
- Bythoceratina decepta Hornibrook, 1952
- Bythoceratina delphinia Hu & Tao, 2008
- Bythoceratina dialata Gou & Huang in Gou, Zheng & Huang, 1983 †
- Bythoceratina dipleura (Hu & Cheng, 1977) Hanai, Ikeya & Yajima, 1980 †
- Bythoceratina dubia (Mueller, 1908) Neale, 1967
- Bythoceratina echinata Zhao (Yi-Chun) (Quan-Hong) in Zhao (Yi-Chun), Wang & Zhang, 1985
- Bythoceratina edwardsoni Hornibrook, 1952
- Bythoceratina elongata Ikeya & Hanai, 1982
- Bythoceratina exesa Herrig, 1991 †
- Bythoceratina exornata (Herrig, 1967) Jorgensen, 1979 †
- Bythoceratina ferusa Guan, 1978 †
- Bythoceratina foveolata Colalongo & Pasini, 1980 †
- Bythoceratina fragilis Hornibrook, 1952
- Bythoceratina fungosa Guan, 1978 †
- Bythoceratina gobanensis Reyment & Reyment, 1989 †
- Bythoceratina guangdongensis Gou in Gou, Zheng & Huang, 1983 †
- Bythoceratina hanaii Ishizaki, 1968
- Bythoceratina hanejiensis Nohara, 1987 †
- Bythoceratina hastata Mostafawi, 1992 †
- Bythoceratina higashisinensis Nohara, 1987 †
- Bythoceratina hornibrooki Jellinek & Swanson, 2003
- Bythoceratina howensis (Szczechura, 1964) Clarke, 1983 †
- Bythoceratina ilex (Chapman, 1919) Morkhoven, 1963
- Bythoceratina inornata Guan, 1978 †
- Bythoceratina jugosa (Alexander, 1934) Herrig, 1966 †
- Bythoceratina laevis (Marsson, 1880) Deroo, 1966 †
- Bythoceratina leopardina Ruan in Ruan & Hao (Yi-Chun), 1988
- Bythoceratina longispina (Bosquet, 1854) Herrig, 1966 †
- Bythoceratina malaysiana Whatley & Zhao (Yi-Chun), 1988
- Bythoceratina mandviensis Jain, 1978
- Bythoceratina maoria Hornibrook, 1952
- Bythoceratina marginata Hu, 1983 †
- Bythoceratina marssoni (Veen, 1938) Herrig, 1966 †
- Bythoceratina mediterranea (Sissingh, 1972) Herrig, 1977 †
- Bythoceratina megapteroidea Zhao (Yi-Chun) (Quan-Hong) in Zhao (Yi-Chun), Wang & Zhang, 1985
- Bythoceratina mestayerae Hornibrook, 1952
- Bythoceratina mirabilis Guan, 1978 †
- Bythoceratina monoceros Bold, 1988 †
- Bythoceratina monstruosa Holden, 1967 †
- Bythoceratina mucronata (Huff, 1970) Hazel, Mumma & Huff, 1980 †
- Bythoceratina multiplex Whatley & Zhao (Yi-Chun), 1988
- Bythoceratina multituberculata (Veen, 1936) Deroo, 1966 †
- Bythoceratina nealei Khosla & Nagori, 1988 †
- Bythoceratina nelae Mostafawi, 1992 †
- Bythoceratina nuda Yasuhara & Okahashi, 2014
- Bythoceratina orientalis (Brady, 1869) Hanai, Ikeya & Yajima, 1980
- Bythoceratina pacifica Hu, 1986 †
- Bythoceratina paiki Whatley & Zhao (Yi-Chun), 1988
- Bythoceratina parva (Veen, 1936) Deroo, 1966 †
- Bythoceratina pauciornata Mostafawi, 1992 †
- Bythoceratina pedatoides (Bonnema, 1941) Jorgensen, 1979 †
- Bythoceratina poligonia Colalongo & Pasini, 1980 †
- Bythoceratina postumbonata (Chapman, 1914) Mckenzie, 1982 †
- Bythoceratina postumbonatoides Herrig, 1967 †
- Bythoceratina powelli Hornibrook, 1952
- Bythoceratina prothroensis (Butler & Jones, 1957) Donze et al., 1982 †
- Bythoceratina pseudoutilazea Weaver, 1982 †
- Bythoceratina pulchra (Veen, 1936) Deroo, 1966 †
- Bythoceratina reticulata Bonaduce, Ciampo & Masoli, 1976
- Bythoceratina robusta Zhao (Yi-Chun) (Quan-Hong) in Wang et al., 1988
- Bythoceratina scabra Bold, 1960 †
- Bythoceratina seebergensis (Triebel & Bartenstein, 1938) Herrig, 1981 †
- Bythoceratina sheyangensis Chen in Hou, Chen, Yang, Ho, Zhou & Tian, 1982
- Bythoceratina slavantensis (Veen, 1936) Herrig, 1966 †
- Bythoceratina staringi (Bonnema, 1941) Jorgensen, 1979 †
- Bythoceratina sulcata (Veen, 1936) Jorgensen, 1979 †
- Bythoceratina tamarae Rosenfeld, 1974 †
- Bythoceratina trituberculata (Herrig, 1963) Herrig, 1966 †
- Bythoceratina tuberculata Hornibrook, 1952
- Bythoceratina umbonata (Williamson, 1847) Herrig, 1966 †
- Bythoceratina umbonatoides (Kaye, 1964) Damotte, 1965 †
- Bythoceratina umbonella (Bosquet, 1854) Herrig, 1966 †
- Bythoceratina utilazea Hornibrook, 1952
- Bythoceratina vandenboldi Ruggieri, 1960 †
- Bythoceratina variabilis (Donze, 1964) Pokorny, 1973 †
- Bythoceratina ventristriata Mostafawi, 1992 †
- Bythoceratina virgatella Hu, 1983 †
- Bythoceratina willemvandenboldi Yasuhara, Okahashi & Cronin, 2009
- Bythoceratina xuwenensis Gou in Gou, Zheng & Huang, 1983 †